# Marie-Ange Nardi
Pour les articles homonymes, voir Marie-Ange et Nardi.
Marie-Ange Nardi, née le 2 avril 1961 à Marseille (Bouches-du-Rhône), est une animatrice de télévision française.

## Biographie

### Formation
Marie-Ange Nardi a fait des études de psychologie. 

### Télévision

#### Années 1980 et 1990
Pour financer ses études, elle fait en 1983 ses premiers pas à la télévision en tant que speakerine sur la chaîne régionale FR3 Provence Méditerranée à Marseille (lors de son arrivée elle est présentée, avec d'autres jeunes femmes, par Julien Clerc).
Marie-Ange Nardi est speakerine sur Antenne 2 comme remplaçante en 1985 puis officiellement jusqu'en 1991[réf. nécessaire]. Elle est récompensée du 7 d'or de la meilleure speakerine en 1988.
Le 4 avril 1987, elle présente, avec Patrick Simpson-Jones, l'émission de la sélection nationale française pour le Concours Eurovision de la chanson diffusée sur Antenne 2.
Elle a principalement animé des jeux télévisés :  De 1988 à 1990, sur Antenne 2 elle anime Trivial Pursuit avec Georges Beller et Jeux sans frontières avec Fabrice. 
Elle est la porte-parole du jury français lors du Concours Eurovision de la chanson 1989 retransmis sur Antenne 2.
Elle rejoint La Cinq en 1991 où elle anime notamment le jeu Grain de folie avec André Lamy.
Sur France 2 en 1992, elle participe au jeu Pyramide présenté par Patrice Laffont où elle connait une plus grande notoriété. Elle y est « maitre-mot » avec Laurent Broomhead jouant avec les candidats jusqu’en 1998.    
Pendant les étés 1995 et 1997, elle présente l'après-midi, en direct sur France 3, l’émission 40° à l'ombre. Le 8 août 1997, lors de la séquence animalière de l'émission « 40° pour apprivoiser » présentée en direct par Pascal Coulan, Marie-Ange Nardi est attaquée en direct et blessée par un jeune lion de 16 mois (tenu par son dompteur) qui lui plante ses griffes sur le bras,. Immédiatement évacuée, elle sera remplacée à la présentation les jours suivants par Thierry Beccaro.
De janvier 1996 à juillet 2002, elle anime quotidiennement le jeu Qui est qui ? sur France 2, avec la participation de Pépita et Guy Lecluyse. 
En 1998, elle présente furtivement le magazine Les Beaux Matins sur France 2.

#### Depuis les années 2000
En 2001, elle anime le divertissement C'est toujours l'été, diffusé en direct l'après-midi sur France 3.
De janvier à juillet 2002 sur France 2, elle présente Pyramide à la place de Patrice Laffont.
Elle connaît par la suite une sorte de traversée du désert, après l'arrêt soudain de l'émission Qui est qui ? en juillet 2002 et reste par la suite reléguée à la présentation d'émissions peu emblématiques[non neutre], l'animatrice se sentant mise de côté par France Télévisions. Elle indique notamment dans une interview en 2015 : « Je ne sais pas à qui c'était dû, mais pendant quelque temps, on ne me faisait pas de propositions qui tenaient compte de mon ancienneté ou de mes émissions qui avaient marché. Je trouvais cette manière d'agir assez désagréable et pas très respectueuse ».  
En mars 2004, elle coanime avec Patrick Sébastien et Valérie Payet le prime-time 20 ans de chance consacré aux 20 ans de carrière de Patrick Sébastien.
De 2004 à 2008, elle anime sur France 2 la quotidienne du Millionnaire de La Française des jeux à 12 h 50. 
Toujours sur France 2, elle présente, de septembre 2005 à juin 2006, le jeu Tout vu tout lu, en fin d'après-midi, prenant la succession de Stéphane Thébaut, puis anime de septembre 2006 à mars 2007 le jeu télévisé La Cible en remplacement d'Olivier Minne.
De décembre 2007 à 2010, elle anime un magazine hebdomadaire, Bien-être, sur la chaîne Vivolta, créée par Philippe Gildas.
En août 2008, elle quitte France 2 pour rejoindre l'équipe de TF1 où elle vient remplacer Laurent Cabrol à la présentation de l'émission Téléshopping. Alexandre Devoise la rejoint à la coanimation en 2014. 
Du 12 au 24 décembre 2011, elle coprésente un magazine culinaire avec Laurent Mariotte intitulé Les petits plats dans les grands.
En 2025, elle participe comme candidate à la septième saison de Mask Singer sous le costume de la Dame de Cœur . 

#### Théâtre
Marie-Ange Nardi a participé aux pièces de théâtre mises en scène par Olivier Minne pour France 2 : Un fil à la patte en 2005 dans laquelle elle interprète Lucette Gautier et Trois jeunes filles nues en 2006 où elle joue le personnage de Lotte. Ces pièces avaient pour particularité d'être jouées par des animateurs du groupe audiovisuel France Télévisions.
De même, pendant les fêtes de fin d’année 2007, elle tient le rôle de la méchante Reine dans l’adaptation de Blanche-Neige produite par France 2, dans le cadre d’une série de trois moyens-métrages dénommés Trois contes merveilleux, produite par Olivier Minne.

### Vie privée
Marie-Ange Nardi est mariée depuis 1997 à Nicolas Antakis ; ils ont un fils, Hugo, né en 2003.

## Synthèse des activités audiovisuelles

### Télévision
- 1983-1984 : speakerine sur FR3 Provence Méditerranée
- 1985-1991 : speakerine sur Antenne 2
- 1987: Sélection de la chanson française - Concours Eurovision 1987 sur Antenne 2 : coprésentatrice avec Patrick Simpson-Jones
- 1988-1990 : Jeux sans frontières sur Antenne 2 : coanimatrice avec Fabrice
- 1988-1990 : Trivial Pursuit sur Antenne 2 : coanimatrice avec Georges Beller
- 1989 : Concours Eurovision de la chanson sur Antenne 2 : porte-parole du jury français
- 1991 : Grain de folie sur La Cinq : coanimatrice avec André Lamy
- 1991 : Dimanche et la belle sur La Cinq
- 1992-1998 : Pyramide présentée par Patrice Laffont sur France 2 : participante (« maitre-mot »)
- 1993 - 1995, 1997 : 40° à l'ombre sur France 3 : chroniqueuse puis animatrice
- 1995 : Cluedo, jeu télévisé sur France 3 : Prune (dans l'épisode La dinde aux marrons) puis présentatrice des épisodes 3 "La chute de la petite reine" et 4 "La tactique du critique"
- 1996-2002 : Qui est qui ? sur France 2, avec Pépita et Guy Lecluyse : animatrice
- 1998 : Les beaux matins sur France 2 : animatrice
- 2001 : C'est toujours l'été sur France 3 : animatrice
- 2002 : Pyramide sur France 2 : animatrice
- 2003 : 24 heures à … sur TV5 : animatrice
- 2004 : 20 ans de chance sur France 2 : coanimatrice avec Patrick Sébastien et Valérie Payet
- 2004-2008 : Millionnaire sur France 2 : animatrice
- 2005-2006 : Tout vu tout lu sur France 2 : animatrice
- 2006-2007 : La Cible sur France 2 : animatrice
- 2006-2007 : Laisse parler ton cœur sur France 2 : animatrice
- 2007-2010 : Bien être sur Vivolta : animatrice
- depuis 2008 : Téléshopping sur TF1 : présentatrice seule puis en duo avec Alexandre Devoise depuis 2014
- Depuis 2009 : Le Grand Concours des animateurs sur TF1 : candidate
- 2010-2011 : Je suis belle et ça se voit ! sur Vivolta
- 2011 : Les petits plats dans les grands sur TF1 : coprésentation avec Laurent Mariotte
- 2023 : Le Grand Quiz sur TF1 : candidate
- 2025 : Mask Singer (saison 7) sur TF1 : candidate

### Radio
- 2002-2003 : On va s'gêner sur Europe 1 : chroniqueuse